# Anatolie Gorodenco
Anatolie Gorodenco (n. 5 noiembrie 1958, satul Viișoara, raionul Glodeni) este un om politic din Republica Moldova, care a îndeplinit funcția de ministru al agriculturii și industriei alimentare.